# Halcombe (Neuseeland)

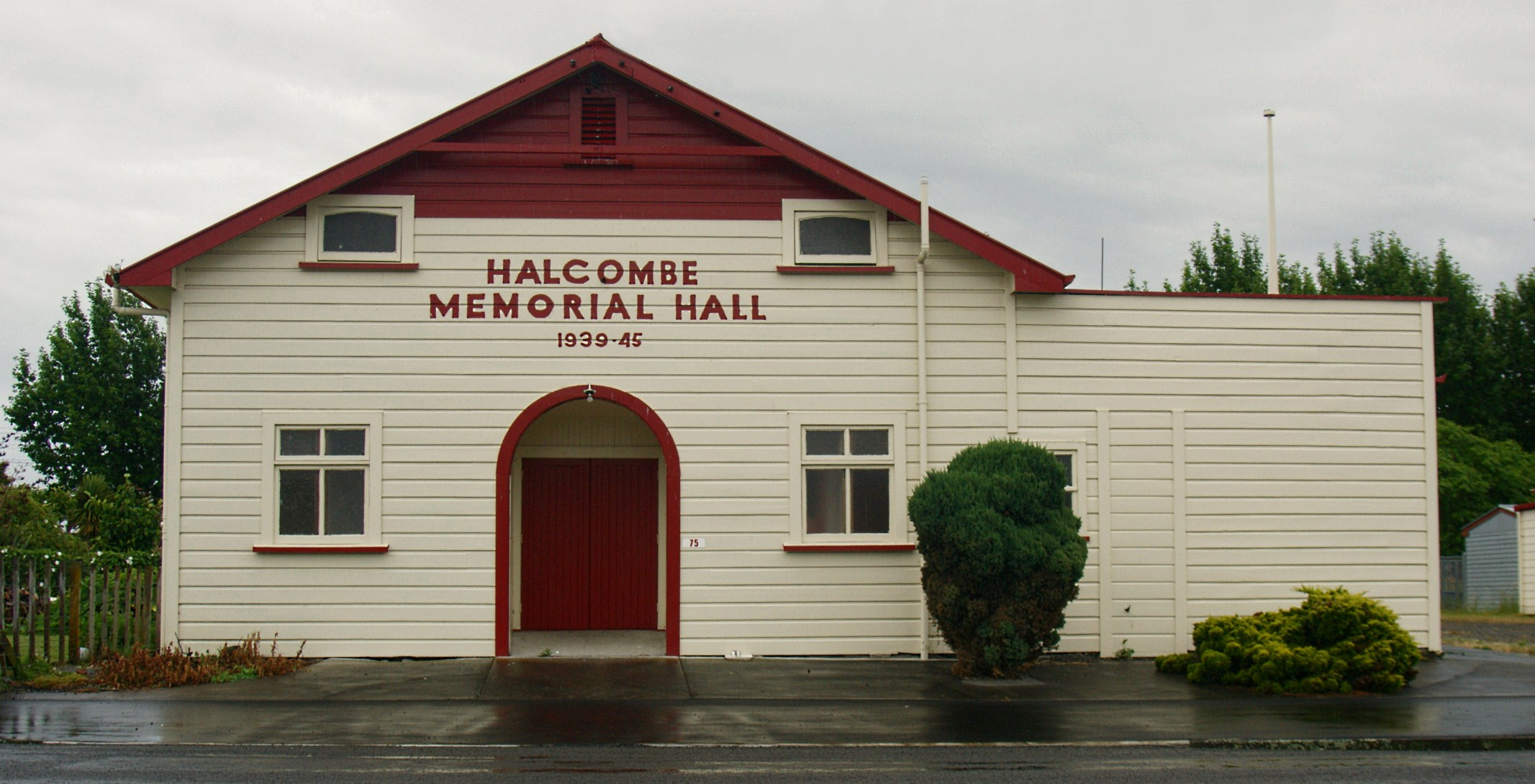
Halcombe Memorial Hall

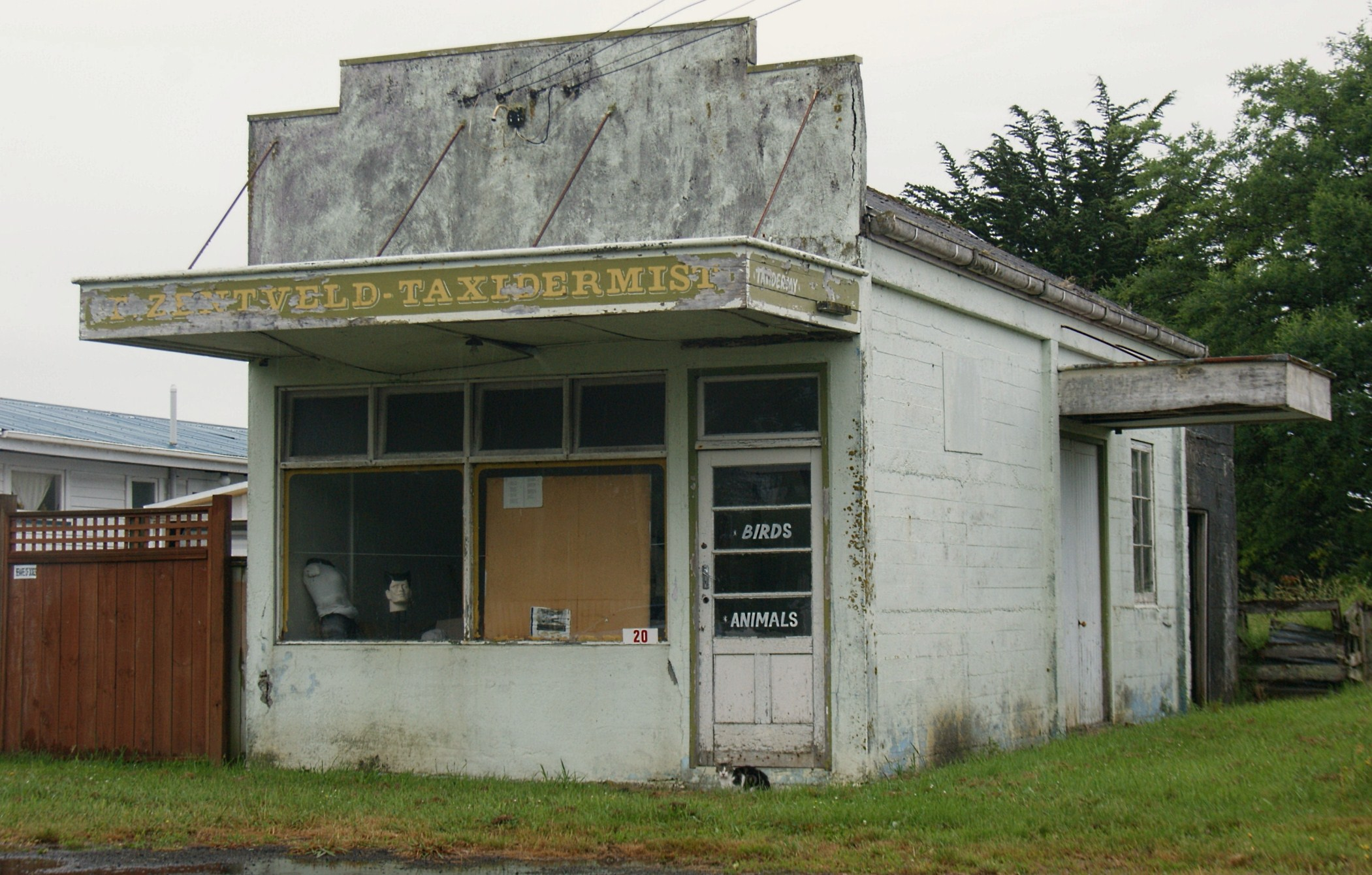
Das Zentveld Taxidermy Building

Halcombe ist eine Siedlung im Manawatu District der Region Manawatū-Whanganui auf der Nordinsel von Neuseeland.

## Namensherkunft
Die Siedlung wurde nach Arthur Halcombe, einem Immigrationsbeauftragten und Mitglied des Wellington Provincial Council, benannt.

## Geografie
Die Siedlung liegt rund 11 km nordwestlich von Feilding und rund 10 km nordöstlich von Bulls in einem leicht hügeligen Gebiet östlich des Rangitīkei River. Das Klima in Halcombe ist typisch für Manawatu, mit nicht zu starkem Wind und ausreichend Sonnenschein und Regen. Im Winter gibt es Frost, pro Jahr wegen der Lage im Landesinneren gewöhnlich auch ein oder zwei Perioden mit starkem Frost.

## Geschichte
Die Besiedlung von Halcombe wurde von Arthur Halcombe vom nahegelegenen Feilding aus organisiert. Die nahegelegene Örtlichkeit Stanway wurde nach seiner Ehefrau, der Künstlerin Edith Stanway Halcombe (Tochter von William Swainson) benannt.
Halcombe sollte ursprünglich mal das Zentrum der Manawatu Region werden. Aus diesem Grund befinden sich im Umland immer noch zahlreiche für den Straßenbau ausgewiesene Flächen.

## Bevölkerung
Zum Zensus des Jahres 2013 zählte die Siedlung 534 Einwohner, 23,6 % mehr als zur Volkszählung im Jahr 2006.

## Infrastruktur

### Verkehr
Der Ort war einst ein wichtiger Eisenbahnknoten. Da aber das Flussbett des Rangitīkei River die weitere Entwicklung verhinderte, verschob sich die weitere Entwicklung nach Palmerston North. Der North Island Main Trunk Railway verläuft durch Halcombe, der Bahnhof wurde jedoch geschlossen.

### Bildungswesen
Der Ort hat eine Grundschule mit 147 Schülern im Jahre 2014.

## Sehenswürdigkeiten
Im Dorfzentrum befindet sich ein Kriegsdenkmal für die beiden Weltkriege und ein ehemaliger, heute verfallender Laden eines Tierpräparators. Das Hotel und das ehemalige Postamt und das Wohnhaus „Rangitawa“ stehen unter Denkmalschutz.

## Persönlichkeiten
- Helen Crabb (1891–1972), Malerin, Zeichnerin und Kunstlehrerin
- Kerri Gowler (* 1993), Ruderer[7]